# Blame It on the Boogie
«Blame It on the Boogie» — песня, написанная британским певцом Миком Джексоном. В его исполнении она достигла 15 места в британском национальном сингловом чарте.
В том же 1978 году песню записала и выпустила американская группа The Jacksons: oни включили свою версию в альбом 1978 года Destiny. Кроме того, вскоре после выхода альбома они издали песню отдельным синглом (то был второй сингл с того альбома).
В США песня «Blame It on the Boogie» в исполнении The Jacksons достигла 54 места в «Горячей сотне» журнала «Билборд». В Великобритании сингл с ней достиг 8 места (в национальном сингловом чарте).